# Cryptoplax elioti
Cryptoplax elioti är en blötdjursart som beskrevs av Henry Augustus Pilsbry 1901. Cryptoplax elioti ingår i släktet Cryptoplax och familjen Cryptoplacidae. Inga underarter finns listade i Catalogue of Life.